# Bae Bien-u
Bae Bien-U é um fotógrafo sul-coreano e professor universitário. Ele é natural de Yeosu, na província de Jeollanam-do, com ancestralidade de Seongju (Starju). É um fotógrafo proeminente na Coreia do Sul, conhecido por sua série de fotografias intitulada Série de Pinheiros, na qual captura paisagens coreanas, como pinheiros, o mar e montanhas, representando as emoções e paisagens do país através da lente da câmera, sendo considerado um dos principais fotógrafos da Coreia do Sul."
Bae Bien-U nasceu em Suncheon, Jeollanam-do, em 1950, e passou a infância em Yeosu. Ele se formou na Faculdade de Belas Artes da Universidade de Hongik em 1974 e se formou na mesma escola de pós-graduação em 1976.
Em 2005, o cantor pop britânico Elton John comprou uma foto de seu pinheiro  e se tornou um nome global.  O ex-presidente Lee Myung-bak apresentou um livro de fotos do pinheiro de Bae Byung-woo ao presidente dos EUA, Barack Obama, na Cúpula de Washington. 
Antes da cúpula do G20 de 2010, ele foi selecionado como artista representante da Coréia do C20 (Cultura 20), um grupo de representantes culturais desses países.
Em 2006, ele foi selecionado como o vencedor do 28º Prêmio de Arte Lee Jung-seop, a primeira vez que um fotógrafo ganhou o prêmio desde que o prêmio foi criado em 1988. 
- 《Eu vou viver em liquidação》 2005ISBN 9788930101769
- 《Changdeokgung》 2009ISBN 9788992074353